# Little Britain
Little Britain (estilizada como Little BRITAIN) é uma série de comédia britânica, escrita e protagonizada pela dupla David Walliams e Matt Lucas. Financiada pela BBC, a série foi transmitida primeiramente na BBC Radio 4, com as duas primeiras temporadas na televisão estreando na BBC Three e a quarta e última na BBC One.
O programa consiste em uma série de esboços envolvendo paródias exageradas do povo britânico de várias esferas da vida. O título do programa é uma amálgama dos termos Little Englander (uma referência à mente estreita e singularidade complacente, exibida por muitos sujeitos dos esboços) e Grã-Bretanha. O programa alcançou 9,5 milhões de telespectadores após sua mudança para a BBC One em 2005. Uma versão estadunidense intitulada Little Britain USA foi produzida pela HBO em 2008.
Em Portugal, a série foi exibida na RTP.

## História

### Programa de rádio
Little Britain apareceu inicialmente como um programa de rádio, produzido por Edward Flinn, que passou na BBC Radio 4 de 2000 a 2002.
A Radio 4 começou uma repetição dos nove episódios em fevereiro de 2004 (que foram ligeiramente editados para se adaptarem ao horário das 18h30). Invulgarmente, esta emissão coincidiu com uma repetição, com início em meados de março, dos primeiros cinco programas no canal de rádio digital BBC 7. Em junho-julho de 2004, a BBC 7 transmitiu os restantes quatro programas.
Foi anunciado em outubro de 2019 que a série regressaria para um especial de rádio único, intitulado Little Brexit, na BBC Radio 4 em 31 de outubro de 2019.

### Série televisiva
Tal como várias outras comédias da BBC (como Dead Ringers e The Mighty Boosh), Little Britain fez a transição da rádio para a televisão. Todos os episódios da série foram filmados nos estúdios Pinewood. Grande parte do material televisivo foi adaptado da versão radiofónica, mas com mais ênfase nas personagens recorrentes e nas frases de efeito.

#### Primeira série, 2003
A primeira série televisiva foi um dos novos programas no alinhamento de lançamento do canal digital BBC Three, o substituto da BBC Choice, que foi lançado em fevereiro de 2003. Como resultado do seu sucesso, a primeira série foi repetida na BBC Two, mais amplamente disponível. Embora as reacções tenham sido mistas, muitos críticos mostraram-se entusiasmados e o programa foi encomendado para outra série. Parte da série foi filmada em Herne Bay, Kent: Emily Howard the Lady, e os sketches de Lou e Andy. Todos os episódios da série terminavam com uma tentativa falhada de recorde mundial.

#### Segunda série, 2004
A segunda série, com várias personagens novas, começou na BBC Three a 19 de outubro de 2004. A sua popularidade contínua fez com que as repetições passassem para a BBC One, a partir de 3 de dezembro de 2004. Os episódios foram editados para a sua exibição na BBC One, de modo a cortar qualquer material que pudesse ser demasiado ofensivo para o público mais convencional da BBC One. Todos os episódios desta série terminaram com um sketch de Lou e Andy.

#### Terceira série, 2005
Uma terceira série começou a 17 de novembro de 2005, pela primeira vez na BBC One e não na BBC Three, e terminou seis semanas depois. Após a sua transmissão, não ficou claro se haveria outra, uma vez que muitos sketches tiveram reviravoltas dramáticas e foram "embrulhados" (ver artigos sobre cada personagem para mais informações). Lucas e Walliams estavam alegadamente em conversações com a BBC para uma quarta série. Além disso, admitiram numa entrevista que preferiam "matar" certas personagens para dar lugar a novas.

#### Little, Little Britain, 2005
Em 2005, para angariar fundos para a Comic Relief, Walliams e Lucas fizeram uma edição especial do programa, apelidada de Little, Little Britain. O episódio incluiu uma variedade de sketches com celebridades como George Michael, Robbie Williams e Sir Elton John. Este episódio foi lançado num DVD de edição limitada e foi lançado nos Estados Unidos como Little, Little Britain na versão de região 1 do DVD Little Britain: Series 2 DVD.

#### Little Britain Abroad, 2006
Em 2006, foi lançado um especial de Natal em duas partes, no qual as personagens do programa eram representadas a visitar outros países. Este especial de Natal foi também exibido em Portugal na RTP, com o título Little Britain: Xmas 2006.

#### Little Britain USA
Em 2007, Lucas e Walliams anunciaram que não haveria mais Little Britain, mas gravaram uma continuação americana do programa intitulada Little Britain USA, que apresentava tanto personagens que regressavam da série britânica como novas personagens americanas. De acordo com Walliams, o novo programa era "efetivamente a série quatro de Little Britain". O programa estreou na HBO às 22:30 horas EST de Domingo, 28 de setembro de 2008, e na semana seguinte na BBC One na Grã-Bretanha. Também começou a ser transmitido no The Comedy Network no Canadá em janeiro de 2010.

## Elenco
- Matt Lucas	...	 Vários personagens
- David Walliams	...	 Vários personagens
- Tom Baker	...	 Narrador
- Paul Putner	...	 Vários personagens
- Anthony Head	...	 O Primeiro Ministro